# Premio FIL di letteratura nelle lingue romanze
Il Premio FIL di Letteratura nelle lingue romanze (Premio FIL de Literatura en Lenguas Romances) è un riconoscimento letterario assegnato a scrittori di qualsiasi genere letterari aventi come mezzo di espressione una delle lingue romanze: francese, spagnolo, catalano, portoghese, rumeno, italiano, galiziano e occitano.
Istituito nel 1991 dall'Università di Guadalajara come "Premio de Literatura Latinoamericana y del Caribe Juan Rulfo" (in onore dello scrittore messicano Juan Rulfo) e inizialmente destinato a scrittori dell'America Latina e dei Caraibi, nel 2006 ha assunto il nome di "Premio FIL de Literatura".
Assegnato durante la "Fiera Internazionale del Libro di Guadalajara", riconosce al vincitore un assegno di 150000 dollari come premio alla carriera.
Il premio finora è stato assegnato a un solo scrittore italiano, Claudio Magris. La classifica dei Paesi vincitori vede attualmente al primo posto il Messico, con nove scrittori premiati.

## Albo d'oro
| Anno | Autore                  | Nazione        |
| ---- | ----------------------- | -------------- |
| 1991 | Nicanor Parra           | Cile           |
| 1992 | Juan José Arreola       | Messico        |
| 1993 | Eliseo Diego            | Cuba           |
| 1994 | Julio Ramón Ribeyro     | Perù           |
| 1995 | Nélida Piñon            | Brasile        |
| 1996 | Augusto Monterroso      | Guatemala      |
| 1997 | Juan Marsé              | Spagna         |
| 1998 | Olga Orozco             | Argentina      |
| 1999 | Sergio Pitol            | Messico        |
| 2000 | Juan Gelman             | Argentina      |
| 2001 | Juan García Ponce       | Messico        |
| 2002 | Cintio Vitier           | Cuba           |
| 2003 | Rubem Fonseca           | Brasile        |
| 2004 | Juan Goytisolo          | Spagna         |
| 2005 | Tomás Segovia           | Spagna-Messico |
| 2006 | Carlos Monsiváis        | Messico        |
| 2007 | Fernando del Paso       | Messico        |
| 2008 | António Lobo Antunes    | Portogallo     |
| 2009 | Rafael Cadenas          | Venezuela      |
| 2010 | Margo Glantz            | Messico        |
| 2011 | Fernando Vallejo        | Colombia       |
| 2012 | Alfredo Bryce Echenique | Perù           |
| 2013 | Yves Bonnefoy           | Francia        |
| 2014 | Claudio Magris          | Italia         |
| 2015 | Enrique Vila-Matas      | Spagna         |
| 2016 | Norman Manea            | Romania        |
| 2017 | Emmanuel Carrère        | Francia        |
| 2018 | Ida Vitale              | Uruguay        |
| 2019 | David Huerta            | Messico        |
| 2020 | Lídia Jorge             | Portogallo     |
| 2021 | Diamela Eltit           | Cile           |
| 2022 | Mircea Cărtărescu       | Romania        |
| 2023 | Coral Bracho            | Messico        |
| 2024 | Mia Couto               | Mozambico      |